# 今井新造

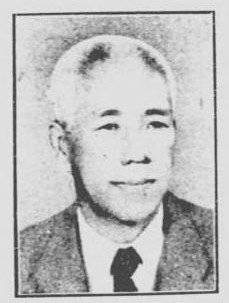
今井新造

今井 新造（いまい しんぞう、1894年〈明治27年〉1月4日 - 1962年〈昭和37年〉8月23日）は、大正から昭和期の実業家、剣道家、政治家。衆議院議員、剣道七段・教士、範士。

## 経歴
山梨県甲府市魚町（現中央三丁目）で生まれる。1924年（大正13）に分家した。
魚問屋業を営み、山梨モータース商会専務取締役、山梨開発協会取締役、甲府魚市場 (株) 顧問などを務めた。
政界では、山梨県会議員に選出され3期在任し、同参事会員も務めた。1936年（昭和11年）2月、第19回衆議院議員総選挙に山梨県全県区から出馬して当選し、第20回総選挙でも再選。1942年（昭和17年）4月、第21回総選挙に翼賛政治体制協議会の推薦を受けて出馬し再選され、衆議院議員に連続3期在任した。この間、大東亜省委員、翼賛政治会政調内閣委員、大政翼賛会中央協力会議員などを務めた。戦後、無所属倶楽部に所属し、1945年（昭和20年）12月14日に議員を辞職した。その後公職追放となった。
また剣道家として知られ、少年期に川崎善三郎、小林定之に、青年期に島田喜之助、中山博道に剣道を学び、1937年（昭和12年）教士、1957年（昭和32年）七段となる。大日本武徳会山梨支部と山梨県警察部の剣道教師を務め、甲府市連合青年団設立の際には団長に選ばれ、後に顧問となる。1952年（昭和27年）山梨県剣道連盟創立時に会長に就任し、全日本剣道連盟設立に参画し審議員を務めた。

## 著作
- 『剣道雑話』今井新造、1926年5月。
- 『何故に斉藤隆夫君は懲罰に附せられたる乎 国民は正しく認識せよ！』森本耕、1940年2月。NDLJP:1281800。
- 『戦時議会論戦集』今井新造、1940年5月。NDLJP:1270262。
- 『天理教審判 衆議院議員今井新造氏四ヶ年の天理教討伐議会論戦集』七人社、1941年5月。NDLJP:3461377 NDLJP:1097584。
- 『進めこのみち』今井新造、1941年6月。NDLJP:1266898。
- 『勝ち抜くために』今井新造、1943年。NDLJP:1464291。

## 伝記
- 飯田文彌『今井新造』今井八重、1978年9月。

## 親族
- 兄 今井茂右衛門（甲府市長）[5]